# Perucetus
Perucetus colossus
Genre
Espèce
Perucetus est un genre fossile de grands cétacés de l'Éocène, dont les fossiles ont été retrouvés au Pérou. Une seule espèce est actuellement connue, Perucetus colossus, décrite en 2023 à partir de fossiles découverts de la formation de Paracas. La longueur de Perucetus est estimée entre 17 et 20 m, et les estimations initiales donnaient un poids allant de 85 à 340 tonnes. Perucetus aurait été autant, voire plus lourd, que la baleine bleue actuelle. Cependant, une étude menée en février 2024, a considérablement réduit la masse corporelle de Perucetus, proposant une estimation plus réaliste de 60 à 70 tonnes. L'écologie de Perucetus reste cependant largement mystérieuse. D'après les fossiles, il s'agissait probablement d'un habitant lent des eaux peu profondes. Son régime alimentaire ne peut être que spéculé, mais une suggestion propose qu'il se serait nourri d'animaux benthiques comme les crustacés et les mollusques qui vivent au fond de l'océan,.

## Histoire et dénomination
Perucetus est connu par treize vertèbres, quatre côtes et quelques parties de la ceinture pelvienne. Tous les ossements proviennent du même individu (MUSM 3248) et ont été prélevés dans le membre Yumaque de la formation de Paracas. Les restes de Perucetus sont protégés et exposés au musée d'histoire naturelle de Lima (es), qui appartient à l'université nationale de San Marcos, l'institution principale de l'équipe de paléontologues péruviens ayant participé à la découverte.
Le nom Perucetus dérive du pays d'origine de la baleine, le Pérou, tandis que l'épithète spécifique colossus fait référence à la taille énorme de l'animal.

## Description

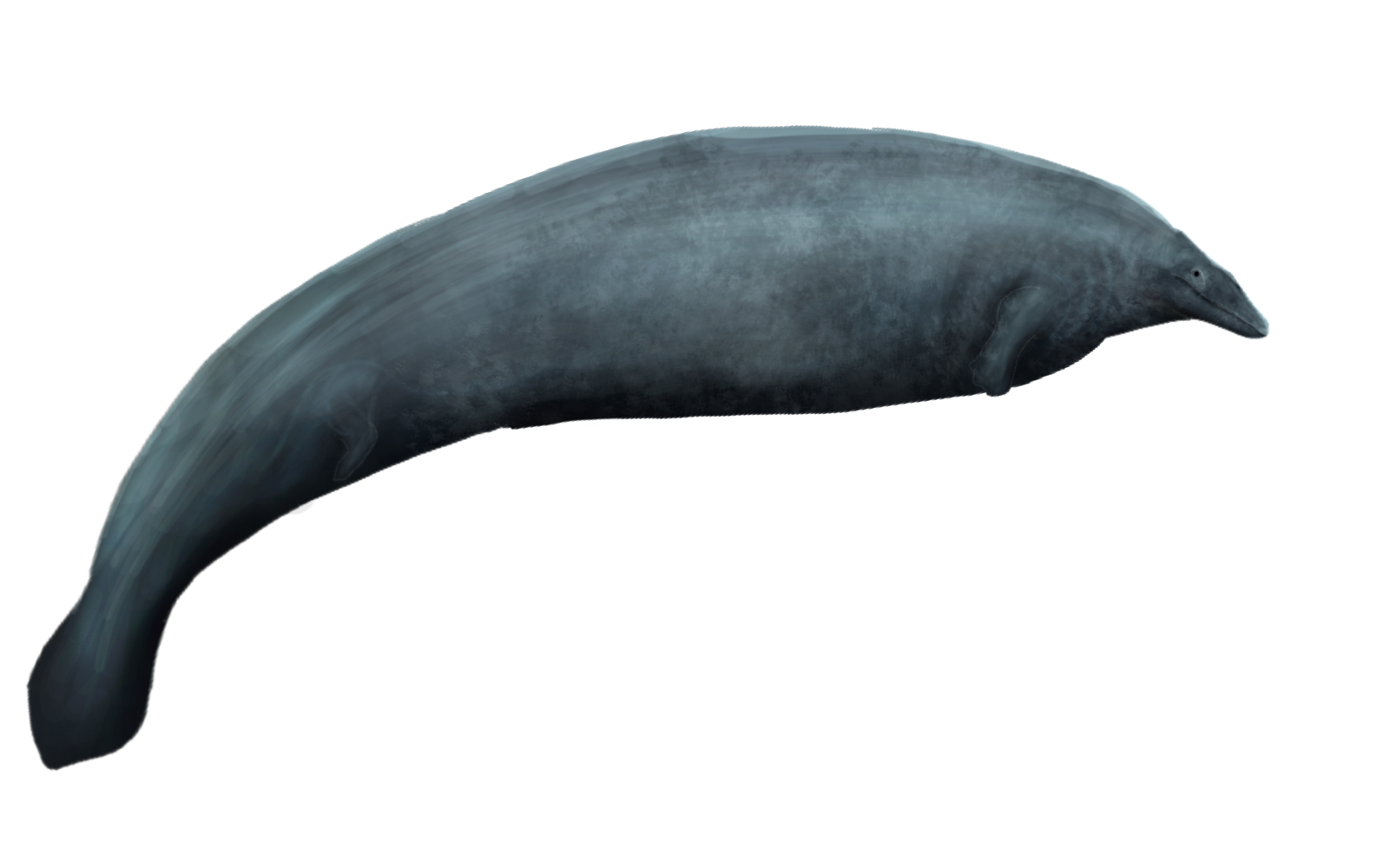
Reconstitution spéculative faisant ressembler Perucetus à un Lamantin (Trichechus sp.).

Comme seules quelques vertèbres de Perucetus sont connues, les estimations de la longueur totale de l'animal varient en fonction du nombre de vertèbres de chaque type qu'on lui attribue. Le comparant au squelette de Cynthiacetus peruvianus, qui possédait le squelette fossile le plus complet d'un basilosauridé à l'époque, avec 20 vertèbres thoraciques et 17 lombaires, Giovanni Bianucci (d) et al. (2023) ont donné une estimation de la longueur totale du squelette de 20 m. En se basant au contraire sur ce que l'on sait de Basilosaurus isis (18 thoraciques et 19 lombaires) et de Dorudon atrox (17 thoraciques et 20 lombaires) on peut estimer la longueur de Perucetus à environ 20 m. En se basant sur Pachycetus wardii, qui a le moins de vertèbres de la famille des Basilosauridae, une longueur plus prudente de 17 m peut être supposée.

## Paléobiologie
L'immense taille et la densité osseuse rendent impossible pour Perucetus d'aller sur terre, ce qui est conforme à sa classification en tant que membre de la famille des Basilosauridae. La pachyostéosclérose est considérée comme un signe que Perucetus vivait dans des eaux peu profondes, l'utilisant comme contrôle de la flottabilité comme le font les lamantins modernes. Compte tenu de sa taille et de son poids, Perucetus aurait pu résister au fracas des vagues dans des eaux plus turbulentes, à l'instar de la Rhytine de Steller (Hydrodamalis gigas). L'affinité de l'animal pour les eaux peu profondes est conforme à l'interprétation selon laquelle les Basilosauridae préféraient les eaux côtières plutôt que de vivre en pleine mer.
Alors que la nature fragmentaire de cet animal rend incertaines les déclarations précises sur sa locomotion, certaines suggestions ont été faites. Le centre allongé des vertèbres, par exemple, peut suggérer qu'il nageait, comme le Lamantin (Trichechus) mais pas le Dugong (Dugong dugon), en utilisant une ondulation axiale, ce qui corroborerait en outre l'idée qu'il vivrait en eaux peu profondes. La grande taille des vertèbres impose des limites au style de nage de Perucetus, tout comme la forme des apophyses transverses des vertèbres. L'utilisation des méthodes d'une étude précédente[Laquelle ?] suggérerait que Perucetus était limité dans sa capacité à fléchir vers le haut et d'un côté à l'autre, mais possédait une capacité accrue à fléchir vers le bas (ventralement). Cela pourrait suggérer que Perucetus nageait avec des mouvements lents de haut en bas de sa queue tout en n'utilisant aucun mouvement latéral. La forte flexion ventrale pourrait avoir été d'une grande importance pour se hisser hors du fond de l'océan pour respirer à la surface. La fonction précise de cette combinaison de pachyostéosclérose et de gigantisme n'est pas entièrement comprise, mais peut être liée au coût énergétique des mouvements ondulatoires ou à la capacité de plonger pendant de plus longues périodes.

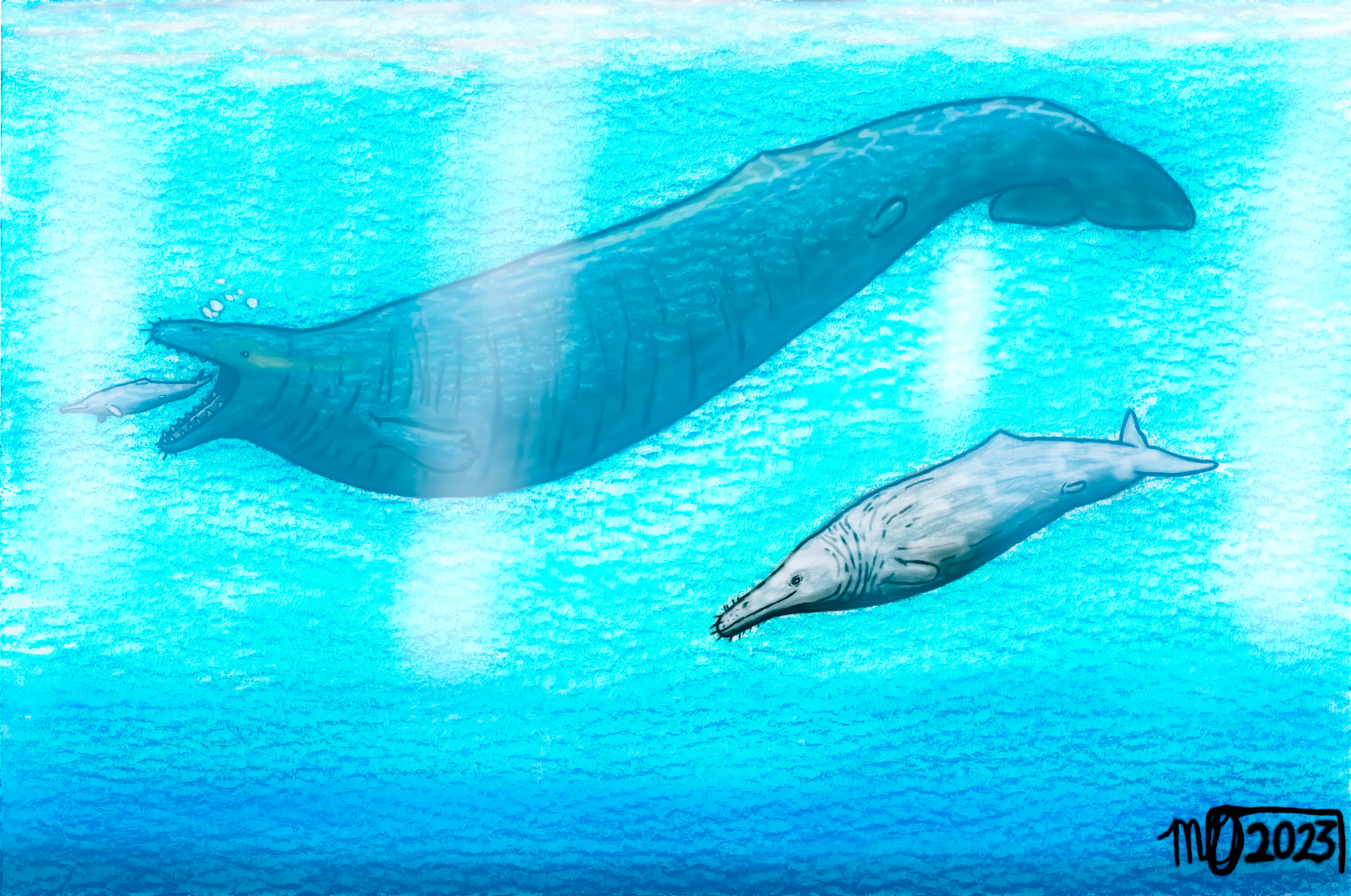
Reconstitution spéculative de Perucetus chassant Ocucajea.

Le régime alimentaire et le style d'alimentation restent encore plus mystérieux, car aucun reste du crâne de cet animal n'est connu. Néanmoins, certaines possibilités peuvent être déduites en fonction du mode de vie déduit des éléments post-crâniens. Les nombreuses similitudes avec les Siréniens pourraient être le signe d'une alimentation par pâturage, mais ceci est peu probable car aucun autre cétacé herbivore n'est connu. Il est plus probable que Perucetus se soit nourri de mollusques, de crustacés et d'autres animaux au fond de la mer, soit par succion, soit par filtration. Un tel mode de vie serait comparable à celui de la Baleine grise (Eschrichtius robustus) moderne. Bianucci et al. émettent l'hypothèse que Perucetus aurait pu être un charognard comme les grands requins démersaux. En fin de compte, jusqu'à ce que de meilleurs restes du squelette soient trouvés, l'écologie précise de Perucetus reste inconnue.